# Irobo
Irobo est une localité du sud est de la Côte d'Ivoire, et appartenant au département de Jacqueville, dans la Région des Lagunes. La localité de Irobo est un chef-lieu de commune.